# Nakrit
Nakrit, veraltet auch als Steinmark bekannt, ist ein selten vorkommendes Mineral aus der Mineralklasse der „Silikate und Germanate“. Es kristallisiert im monoklinen Kristallsystem mit der chemischen Zusammensetzung Al4[(OH)8|Si4O10], ist also kristallchemisch gesehen ein Aluminium-Schichtsilikat mit Hydroxidionen ((OH)2−) als zusätzlichen Anionen.
Nakrit entwickelt meist erdige, schuppige oder massige Aggregate, selten auch kleine, tafelige, unregelmäßig pseudohexagonale Kristalle von weißer, grauer oder gelblichbrauner Farbe und perlmuttartigem Glanz.

## Etymologie und Geschichte

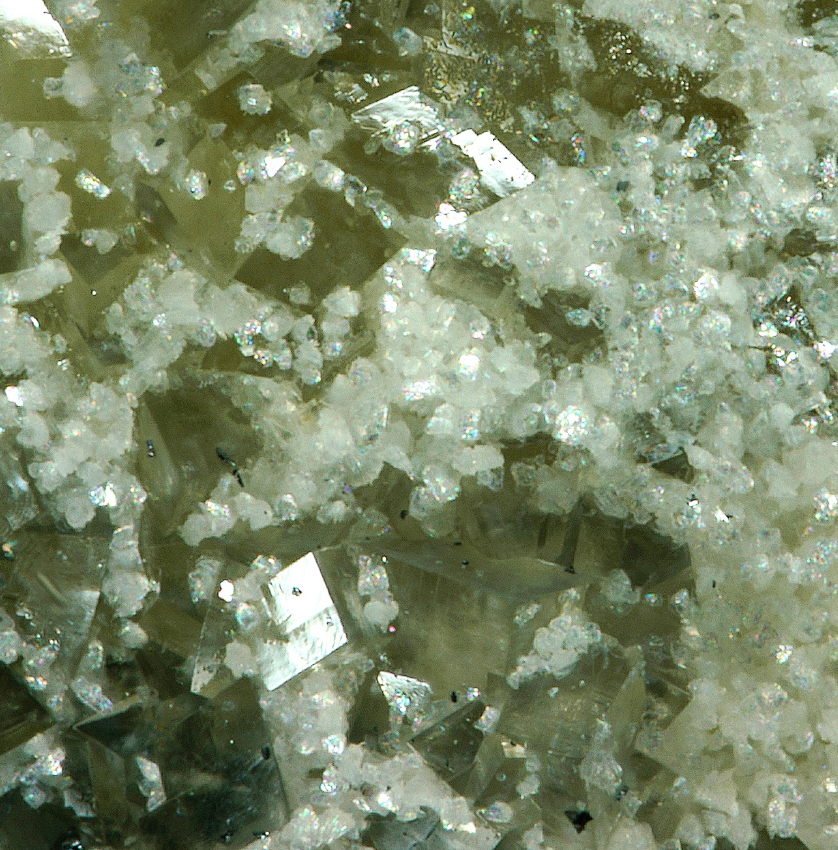
Nakrit-Mikrokristalle mit typischem Perlglanz aus der Mina Casualidad, Baños de Alhamilla, Andalusien, Spanien (Sichtfeld 2 mm)

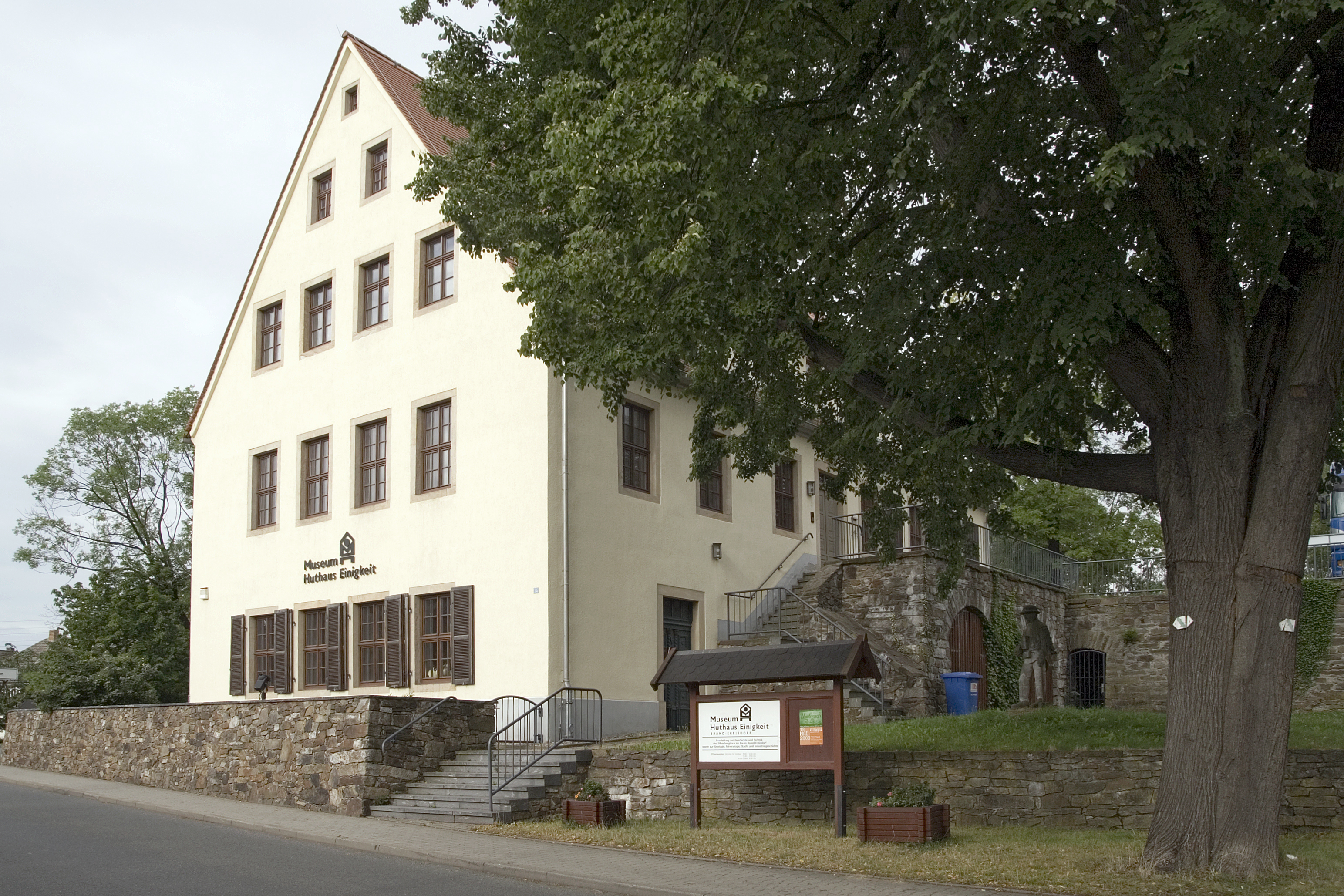
Museum Huthaus Einigkeit, Brand-Erbisdorf

Erstmals entdeckt wurde Nakrit in der Grube Einigkeit, genauer „Einigkeit Fundgrube“ bei Brand-Erbisdorf im deutschen Landkreis Mittelsachsen und beschrieben 1807 durch Alexandre Brongniart, der das Mineral aufgrund seines Glanzes nach dem französischen Wort Nacre für Perlmutt benannte.
In der Montanlandschaft Brand-Erbisdorf wurde mindestens seit dem 17. Jahrhundert nach Silber geschürft und 1850 wurde der Hörnigschacht (1518 erstmals erwähnt) zusammen mit anderen Gruben zur „Einigkeit Fundgrube“ zusammengeschlossen. Von der mittlerweile geschlossenen Grubenanlage existiert nur noch das zu einem Museum umgebaute Huthaus. Neben Silber und Nakrit wurden in der Typlokalität noch weitere 25 Minerale entdeckt wie unter anderem die Bleiminerale Galenit und Pyromorphit, die Antimonsilberblende Pyrargyrit, der Antimonglanz Stibnit, die Zinkblende Sphalerit sowie die Schmuckminerale Opal, Quarz, Rhodochrosit und Schörl. Daneben fand man als Quarz-Varietäten noch den Chalcedon und dessen Untervarietät Jaspis.
Da der Nakrit bereits lange vor der Gründung der International Mineralogical Association (IMA) bekannt und als eigenständige Mineralart anerkannt war, wurde dies von ihrer Commission on New Minerals, Nomenclature and Classification (CNMNC) übernommen und bezeichnet den Nakrit als sogenanntes „grandfathered“ (G) Mineral. Die seit 2021 ebenfalls von der IMA/CNMNC anerkannte Kurzbezeichnung (auch Mineral-Symbol) von Nakrit lautet „Ncr“.
Ein Aufbewahrungsort für das Typmaterial des Minerals ist bisher nicht dokumentiert (Stand 2024).

## Klassifikation
Bereits in der zuletzt 1977 überarbeiteten 8. Auflage der Mineralsystematik nach Strunz gehörte der Nakrit zur Mineralklasse der „Silikate“ und dort zur Abteilung „Schichtsilikate (Phyllosilikate)“, wo er gemeinsam mit Dickit und Kaolinit in der „Kaolinit-Reihe (dioktaedrisch)“ mit der Systemnummer VIII/E.10a steht.
In der zuletzt 2018 überarbeiteten Lapis-Systematik nach Stefan Weiß, die formal auf der alten Systematik von Karl Hugo Strunz in der 8. Auflage basiert, erhielt das Mineral die System- und Mineralnummer VIII/H.25-030. Dies entspricht der Klasse der „Silikate“ und dort der Abteilung „Schichtsilikate“, wo Nakrit zusammen mit Dickit, Halloysit und Kaolinit die „Kaolinitgruppe“ mit der Systemnummer VIII/H.25 bildet.
Die von der International Mineralogical Association (IMA) zuletzt 2009 aktualisierte 9. Auflage der Strunz’schen Mineralsystematik ordnet den Nakrit in die erweiterte Klasse der „Silikate und Germanate“, dort aber ebenfalls in die Abteilung „Schichtsilikate (Phyllosilikate)“ ein. Diese ist weiter unterteilt nach der Kristallstruktur, so dass das Mineral entsprechend seinem Aufbau in der Unterabteilung „Schichtsilikate (Phyllosilikate) mit Kaolinitschichten, zusammengesetzt aus tetraedrischen und oktaedrischen Netzen“ zu finden, wo es zusammen mit Dickit und Kaolinit die „Kaolinitgruppe“ mit der Systemnummer 9.ED.05 bildet.
In der vorwiegend im englischen Sprachraum gebräuchlichen Systematik der Minerale nach Dana hat Nakrit die System- und Mineralnummer 71.01.01.03. Auch dies entspricht der Klasse der „Silikate“ und dort der Abteilung „Schichtsilikatminerale“. Hier findet er sich innerhalb der Unterabteilung „Schichtsilikate: Schichten von sechsgliedrigen Ringen mit 1:1-Lagen“ in der  „Kaolinitgruppe“, in der auch Dickit, Kaolinit, Halloysit, Endellit und Odinit eingeordnet sind.

## Kristallstruktur
Nakrit kristallisiert im monoklinen Kristallsystem in der Raumgruppe Cc (Raumgruppen-Nr. 9)  mit den Gitterparametern a = 8,91 Å, b = 5,15 Å, c = 15,70 Å und β = 113,7° sowie 2 Formeleinheiten pro Elementarzelle.

## Modifikationen und Varietäten
Eine grobschuppige Varietät von Nakrit wird als Pholerit bezeichnet.

## Bildung und Fundorte

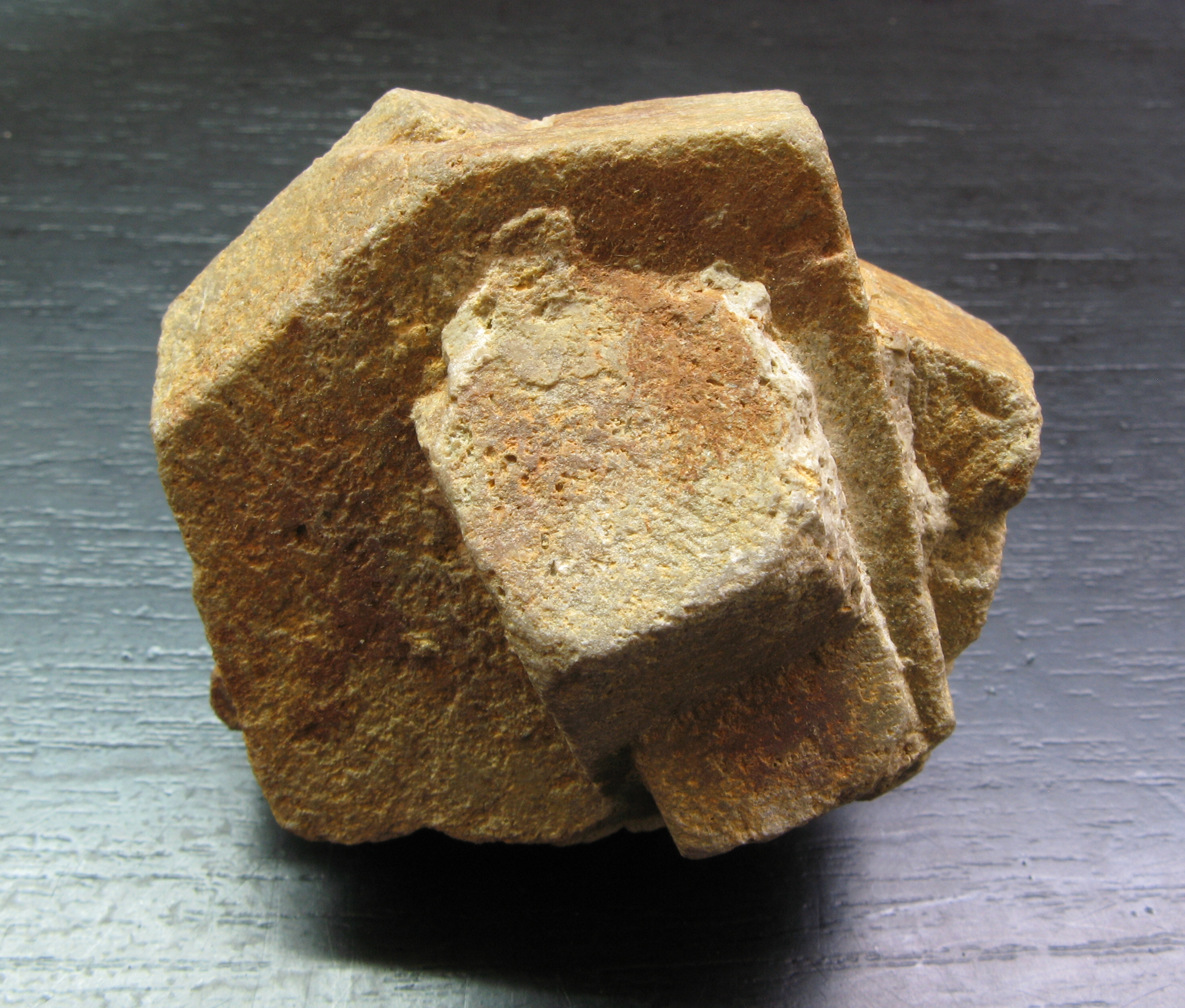
Pseudomorphose von Nakrit nach Feldspat aus dem Saubachtal, Vogtland

Nakrit bildet sich in Hohlräumen hydrothermaler Lagerstätten. Begleitminerale sind unter anderem Calcit, Dolomit, Fluorit, Quarz und Topas.
Als seltene Mineralbildung konnte Nakrit nur an wenigen Orten nachgewiesen werden, wobei weltweit bisher rund 130 Vorkommen dokumentiert sind (Stand 2024). Neben seiner Typlokalität Grube Einigkeit bei Brand-Erbisdorf trat das Mineral in Deutschland noch in einigen weiteren Bergwerken im sächsischen Erzgebirge zutage. Weitere Fundorte sind unter anderem Schweighausen im Schwarzwald in Baden-Württemberg; Bad Berneck, Joditz und Wölsendorf (Schwandorf) in Bayern, Sankt Andreasberg im niedersächsischen Harz, die Zechen Zollverein, Julia und Wilder Mann in Nordrhein-Westfalen, Bad Ems und Dannenfels in Rheinland-Pfalz, die Grube Korb bei Eisen (Nohfelden) im Saarland sowie Ronneburg und im Steinbruch Henneberg bei Weitisberga in Thüringen.
In Österreich fand sich Nakrit bisher nur am Katschberg, genauer in Gesteinsproben, die beim Bau des Katschbergtunnels für die Tauern Autobahn zwischen Kärnten und Salzburg entnommen wurden.
Weitere Fundorte liegen unter anderem in Algerien, Argentinien, Australien, Belgien, Bolivien, China, Frankreich, Italien, Japan, Kanada, Kasachstan, der Demokratischen Republik Kongo, Mexiko, Namibia, Polen, Schweden, der Slowakei, Spanien, Südafrika, Südkorea, Tschechien, Ukraine, Ungarn, in Großbritannien (UK) und den Vereinigten Staaten von Amerika (USA).
Auch in Mineralproben vom Schlotfeld „Seven Sisters“ am Kolbeinsey-Rücken nahe dem gleichnamigen vulkanischen Felsen nördlich von Island konnte Nakrit nachgewiesen werden.